# Bundesstraße 296
De Bundesstraße 296 (afgekort:B 296) is een 55 kilometer lange bundesstraße in de Duitse deelstaat Baden-Württemberg.
De B296 loopt van Tübingen via Herrenberg en Calw naar Bad Wildbad waar de weg eindigt op de B294. 

## Routebeschrijving
De B296 begint in in de stad Tübingen op aan de B28 en loopt langs Kayh,  de afrit Herrenberg waar ze de A81 kruist naar Herrenberg waar de B14 aansluit. De B296 loopt door Deckenpfronn, Calw waar de B296 op de B463 aansluit naar Hirau waar de B463 weer afspitst. De B296 loopt nog door Oberreichenbach om bij Bad Wildbad te eindigen op een kruising met de B294.
B2 · B2a · B2R · B3 · B4 · B4R · B8 · B10 · B11 · B12 · B13 · B13n · B14 · B15 · B15n · B16 · B17 · B18 · B19 · B20 · B21 · B22 · B23 · B25 · B26 · B26a · B27 · B28 · B28a · B29 · B30 · B31 · B31a · B32 · B33 · B33a · B34 · B35 · B36 · B37 · B38 · B38a · B39 · B44 · B45 · B47 · B85 · B89 · B131n · B173 · B276 · B278 · B279 · B285 · B286 · B287 · B289 · B290 · B291 · B292 · B293 · B294 · B295 · B296 · B297 · B298 · B299 · B300 · B301 · B302 · B303 · B304 · B305 · B306 · B307 · B308 · B309 · B310 · B311 · B312 · B313 · B314 · B315 · B316 · B317 · B318 · B319 · B340 · B378 · B388 · B415 · B425 · B426 · B462 · B463 · B464 · B465 · B466 · B467 · B468 · B469 · B470 · B471 · B472 · B491 · B492 · B500 · B505 · B512 · B523 · B532 · B533 · B535 · B588 · B999